# 용화초등학교 (충남)
용화초등학교는 대한민국 충청남도 아산시에 있는 공립 초등학교이다.

## 학교 연혁
- 1998년 3월 12일 온양중앙초등학교에서 분리 개교(초등학교 15학급 유치원 1학급)
- 1998년 5월 12일 용화초등학교 개교식
- 1999년 3월 1일 초등학교 22학급, 유치원 1학급인가
- 2000년 3월 1일 초등학교 30학급, 유치원 1학급인가
- 2002년 3월 1일 초등학교 32학급, 유치원 1학급인가
- 2003년 3월 1일 초등학교 36학급, 유치원 1학급인가
- 2005년 2월 16일 제7회 졸업 (197명), 졸업생 총수: 941명
- 2005년 3월 1일 초등학교 37학급, 병설유치원 1학급인가
- 2006년 2월 15일 제8회 졸업(215명), 졸업생 총수: 1,176명
- 2006년 3월 1일 초등학교 40학급, 유치원 1학급인가
- 2007년 2월 15일 제9회 졸업(241명), 졸업생 총수: 1,417명
- 2007년 3월 1일 초등학교 41학급, 유치원 1학급인가
- 2008년 2월 15일 제10회 졸업(272명), 졸업생 총수: 1,689명
- 2008년 3월 1일 초등학교 39학급, 유치원 1학급인가
- 2009년 3월 1일 초등학교 35학급, 유치원 1학급인가
- 2010년 3월 1일 초등학교 32학급, 유치원 1학급인가
- 2011년 3월 1일 초등학교 34학급, 유치원 1학급인가
- 2012년 3월 1일 초등학교 33학급, 유치원 1학급인가
- 2013년 3월 1일 초등학교 27학급, 유치원 1학급인가
- 2014년 2월 13일 제16회 졸업(166명), 졸업생 총수 2,926명
- 2014년 3월 1일 초등학교 29학급, 유치원 1학급인가
- 2015년 3월 1일 초등학교 30학급, 유치원 1학급인가

## 참고 자료
- 용화초등학교 - 한국교육학술정보원 학교알리미